# Blastom
Blastomul (din greacă blastos - „germen” și oma - „umflătură”) este o tumoră malignă ce se dezvoltă pornind de la un tip celular (nediferențiat) embrionar (tumoră dispembrioplazică).